# L'ultima canzone (singolo)
L'ultima canzone è un singolo dei cantautori italiani Selmi e Chiamamifaro, pubblicato il 18 luglio 2025.

## Descrizione
Il brano, scritto dagli stessi artisti con Raffaele Esposito, in arte Lele, è prodotto da Davide De Blasio e Leonardo Grillotti, in arte Wolvs.

## Video musicale
Il video musicale, diretto da Matteo Pavone, è stato pubblicato in concomitanza all'uscita del brano attraverso il canale YouTube del cantautore.

## Tracce
Testi di Niccolò Selmi, Angelica Cristina Gori e Raffaele Esposito, musiche di Niccolò Selmi, Angelica Cristina Gori, Davide De Blasio, Leonardo Grillotti e Raffaele Esposito.
1. L'ultima canzone – 2:44